# 糸割符
糸割符（いとわっぷ）とは、江戸時代の日本における生糸輸入の方式である。江戸幕府が特定の商人集団（糸割符仲間）に独占的輸入権と国内商人への独占的卸売権を与えていた。白糸割符ともいう。

## 概要
江戸時代初期、日本において最も重要な輸入品は、中国産の生糸（白糸）であった。だが、生糸の輸入に関し外国商人が値段決定の主導権を有して利益を独占していたため、これを抑える必要があった。一方、外国商人側も朝鮮出兵の失敗や関ヶ原の戦いの影響によって生じた日本の国内経済の混乱による販売不振に悩まされていた。
そこで幕府は1604年（慶長9年）、御用商人茶屋四郎次郎を主導者として京都・堺・長崎の特定商人に糸割符仲間をつくらせ、その糸割符仲間に輸入生糸の価格決定と一括購入を許し、それを個々の商人に分配させた。当初3か所であったが、後に1631年（寛永8年）に江戸・大坂を加え5か所となった。当初はポルトガル商人だけであったが、1633年（寛永10年）に中国（明→清）商人、1635年（寛永12年）にはオランダ商人にも適用された。また、1641年（寛永18年）には貿易港としての地位を失った代償として平戸も加えられて6か所となった。後には博多などの平戸以外の九州諸都市にも配分されて従来の5か所から分離され、「分国配分」と呼ばれる規定外の枠組みとされた。
糸割符に参加できた都市はいずれも天領都市であり、後から参加を許された平戸藩にある平戸の場合も同藩に莫大な収入を与え続けていたオランダとの貿易の権利を幕府が剥奪した代償としては余りに安い対価であった。これは幕府とその影響下にある商人による貿易利益の独占を図ったものであるとも言える。
1655年（明暦元年）中国商人の抵抗（この背景には鄭成功がいたと言われている）を受け糸割符仲間は解散し、市法売買となった。1685年（貞享2年）に復活（ただし、平戸以下の分国配分は復活させず）されて幕末まで続いたが、日本国内における生糸の生産が増加し、輸入生糸の重要性（新しい糸割符制度は日本国内産生糸を保護と生糸の輸入制限の意図を兼ね備えていた）が低下したことから次第に有名無実化した。

## 糸割符宿老
輸入生糸買い取りの特権をもつ、各地の糸割符仲間の長老をさす。